# Kevin Anderson
Kevin Anderson (Johannesburgo; 18 de mayo de 1986) es un jugador de tenis sudafricano, cuyo mejor ranking lo consiguió el 16 de julio de 2018 al situarse en el puesto 5° tras ser finalista en Wimbledon 2018; además de la final londinense, también llegó a la última instancia del Abierto de Estados Unidos en 2017.
Adicionalmente, llegó a las semifinales de la Masters Cup en 2018 y a 2 semifinales de Masters 1000.
Conquistó su primer torneo profesional en el Future F1 de Botsuana en 2004. Se formó en los Estados Unidos donde compitió por la Universidad de Illinois siendo campeón de la NCAA en dobles. En 2007 conquistó su primer torneo challenger en Nueva Orleans.
Es uno de los mejores tenistas sudafricanos de la historia junto con otros grandes jugadores como Kevin Curren, Wayne Ferreira, Johan Kriek, Cliff Drysdale, o Bob Hewitt.

## Trayectoria

### 2003 - 2007: Inicios como profesional
En noviembre, Anderson entró en su tercer torneo profesional y ganó la Botsuana F1 para llevar su clasificación al puesto 769.º. Siguió así las siguientes dos semanas en Sudáfrica, alcanzando la final en F1 y las semifinales en F2 para terminar el año en el ranking n.º 665 en individuales con sólo 3 torneos.
A los 19 años, Anderson continuó jugando en el nivel de Futures, exclusivamente en los Estados Unidos, llegando a las semifinales de EE. UU. F21 en agosto. En noviembre, jugó su primer evento Challenger en Champaign, clasificándose y venciendo al n.º 192 Jan-Michael Gambill en la primera ronda. Terminó el año en el puesto n.º 766.
En 2005, Anderson jugó sus primeros torneos pro del año en junio, nuevamente en los Estados Unidos, llegando a la final de EE. UU. F13 y F21. Regresó a Champaign nuevamente en noviembre, venciendo al n.º 107 Kevin Kim para alcanzar sus primeros cuartos de final en un Challenger. Terminó el año en el puesto n.º 517.
En 2006, Anderson nuevamente esperó hasta junio para jugar sus primeros torneos. Repitió como finalista en USA F12, y luego ganó USA F13 antes de clasificarse dos semanas más tarde en el Winnetka Challenger y llegando a la final para llevar su clasificación al puesto 310. Consiguió su primer triunfo sobre un oponente entre los 100 mejores en la calificación para el torneo ATP en New Haven, superando al n.º 88 Chris Guccione, antes de perder en el cuadro principal ante el n.º 41, Arnaud Clément.
El resultado más interesante de Anderson en 2007 fue en septiembre en el Challenger en Nueva Orlando. Necesitaba clasificarse desde la fase de clasificación para entrar en el cuadro principal, tanto en individuales como en dobles, y ganó los 13 partidos esa semana para ganar los títulos de individual y dobles, superando a cuatro top 200 en individuales y a los tres mejores cabezas de serie en el cuadro de dobles.
Su éxito en el Challenger de Nueva Orlando lo ayudó a alcanzar los rankings más altos de su carrera a fines del 2007 con el n.º 221 en individuales y el n.º 398 en dobles.

### 2008: Primera participación en Grand Slam y primera final ATP
Anderson comenzó el 2008 con poco éxito, alcanzando los cuartos de final del Challenger en Nueva Caledonia antes de obtener la clasificación en su primer intento en el Grand Slam en Australia. Perdió en el cuadro principal en la primera ronda en 5 sets, pero sus esfuerzos lo ubicaron en el puesto número 190 del ranking.
En 2008 dio la gran sorpresa en su segundo torneo ATP, el Torneo de Las Vegas. Ocupando el puesto n.º 175 del ranking mundial, logró derrotar en primera ronda al 6.º preclasificado y n.º 37 del mundo, Michael Llodra en dos sets por 6-2, 7-6. En la segunda ronda venció al gigante John Isner por 7-6 y 7-5, luego venció a Yevgueni Koroliov en su primer partido de cuartos de final de la ATP por 6-2, 6-0. En las semifinales ganó en sets consecutivos ante Robby Ginepri para alcanzar su primera final de la gira ATP. En la final, cayó ante Sam Querrey en 3 sets.
En la segunda ronda del Sony Ericsson Open en Key Biscayne (Florida), venció a Novak Djokovic en su primera victoria contra un jugador entre los 10 primeros.
Anderson representó a Sudáfrica en los Juegos Olímpicos de Beijing 2008, derrotando a Komlavi Loglo en primera ronda, antes de perder ante Nicolas Kiefer por 4-6, 7-6, 4-6 en el torneo de individuales y perder (con su compañero Jeff Coetzee) frente Nicolás Almagro y David Ferrer de España 6-3, 3-6, 4-6 en el dobles.

### 2009: Primer título Challenger
Después de un comienzo lento, ganó el Challenger de San Remo en mayo, venciendo a Blaž Kavčič en la final en tres sets.
En el Torneo de Queen's Club 2009 Anderson ganó tres partidos para clasificar, y luego derrotó al n.º 57 Fabio Fognini en la primera ronda del cuadro principal, antes de perder ante n.º 46 Sam Querrey en la segunda ronda.

### 2010: Tercera ronda en el US Open
En Wimbledon, fue derrotado por el séptimo cabeza de serie Nikolay Davydenko después de ganar los primeros dos sets.
Anderson avanzó a las semifinales del Torneo de Atlanta 2010 en julio, derrotando al quinto cabeza de serie Janko Tipsarević en la primera ronda.
Clasificó de manera directa y llegó a la tercera ronda de la Rogers Cup en Toronto, derrotando a Leonardo Mayer y Sam Querrey antes de perder ante el N.º 1 Rafael Nadal.
Luego ganó su primer partido de Grand Slam en el Abierto de Estados Unidos ante Somdev Devvarman en sets corridos y lo respaldó con una victoria en cinco sets sobre el 26.º cabeza de serie Thomaz Bellucci.

### 2011: 1.º Título ATP de su carrera
Comenzó la temporada 2011 avanzando a las semifinales del Brisbane Internacional Open, antes de perder ante Andy Roddick en tres sets. Luego pasó a perder en la primera ronda del Abierto de Australia 2011 ante Blaž Kavčič.
En el 2011 juega el South Africa Open en su natal Sudáfrica, como 4.º cabeza. En primera ronda vence a Stéphane Bohli por 4-6,6-4,6-2, en la segunda ronda vence al israelí Dudi Sela en 6-4,6-2, en cuartos de final vence a Karol Beck por 6-3,6-1, en las semifinales vence al 6.º cabeza, Adrian Mannarino, por 6-7, 6-0, 6-4 y en la Final vence al indio Somdev Devvarman por 4-6,6-3 y 6-2, consagrándose así como campeón del ATP de Johannesburgo, subiendo 19 posiciones en el ranking ATP, llegando a su mejor puesto en ese momento al No 40.
Llegó a la cima de su carrera en el lugar 33° después de llegar a los cuartos de final del Sony Ericsson Open 2011. En el Torneo de Atlanta 2011, Anderson llegó a los cuartos de final como el segundo cabeza de serie, derrotando a Michael Craig y Michael Russell, antes de perder en sets corridos ante Gilles Müller.
En la Rogers Cup de 2011, derrotó a Pablo Andújar en sets corridos en primera ronda, antes de sorprender al mundo al dejar afuera al N.º 4 del mundo Andy Murray en la segunda ronda con una victoria fácil, luego fue derrotado en la tercera ronda por Stan Wawrinka en un partido ajustado de tres sets.

### 2012: 2.º título de la ATP
Anderson comenzó la Temporada 2012 con una derrota en la tercera ronda en el Abierto de Australia 2012.
En 2012, disputó el Torneo de Delray Beach. Como el cabeza de serie N.º 7, en primera ronda derrotó al clasificado Austin Krajicek, en segunda ronda derrotó al semifinalista de Wimbledon 2002, Xavier Malisse. En cuartos derrota al cabeza de serie N.º 6 y ex N.º 1 del mundo, Andy Roddick y en semifinales vence al N.º 11 del mundo y cabeza de serie N.º 1, John Isner. En su tercera final ATP, derrota a Marinko Matosevic por 6-4, 7-6(2), consagrándose campeón del Torneo de Delray Beach.
En el Torneo de Roland Garros 2012, alcanzó la mejor ronda de su carrera, donde fue derrotado por el séptimo cabeza de serie Tomáš Berdych en cinco sets en la tercera ronda.

### 2013: Cuarta ronda en un Grand Slam por primera vez
Anderson comenzó el año en el Torneo de Sídney 2013, donde llegó a la final, pero perdió ante el australiano Bernard Tomic en tres sets.
En el Abierto de Australia 2013, derrotó a Fernando Verdasco en la tercera ronda, pero perdió ante Tomáš Berdych en la cuarta ronda. Esta fue su mejor carrera en cualquier evento de Grand Slam.

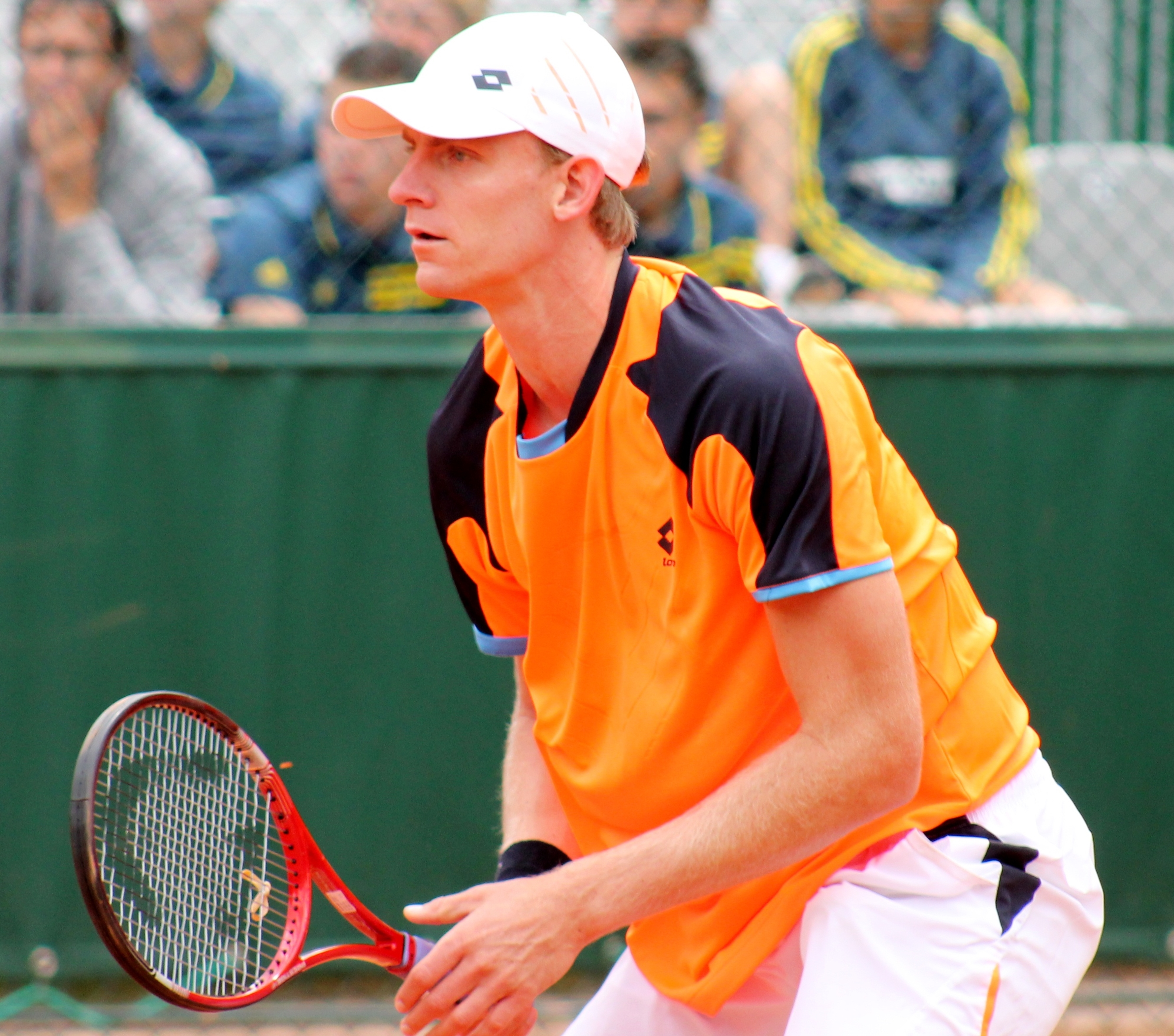
Anderson en Torneo de Roland Garros 2013.

Jugó en Indian Wells, donde venció al cuarto cabeza de serie David Ferrer. Llegó a los cuartos de final antes de perder ante Tomáš Berdych. Llegó a la cuarta ronda del Torneo de Roland Garros 2013 antes de caer ante Ferrer en sets corridos. En Campeonato de Wimbledon 2013, perdió en la tercera ronda contra Berdych.
Llegó a la final en Atlanta en julio, pero perdió su tercera final del año en tres tiebreak ante John Isner.

### 2014: 4 victorias contra Top-5

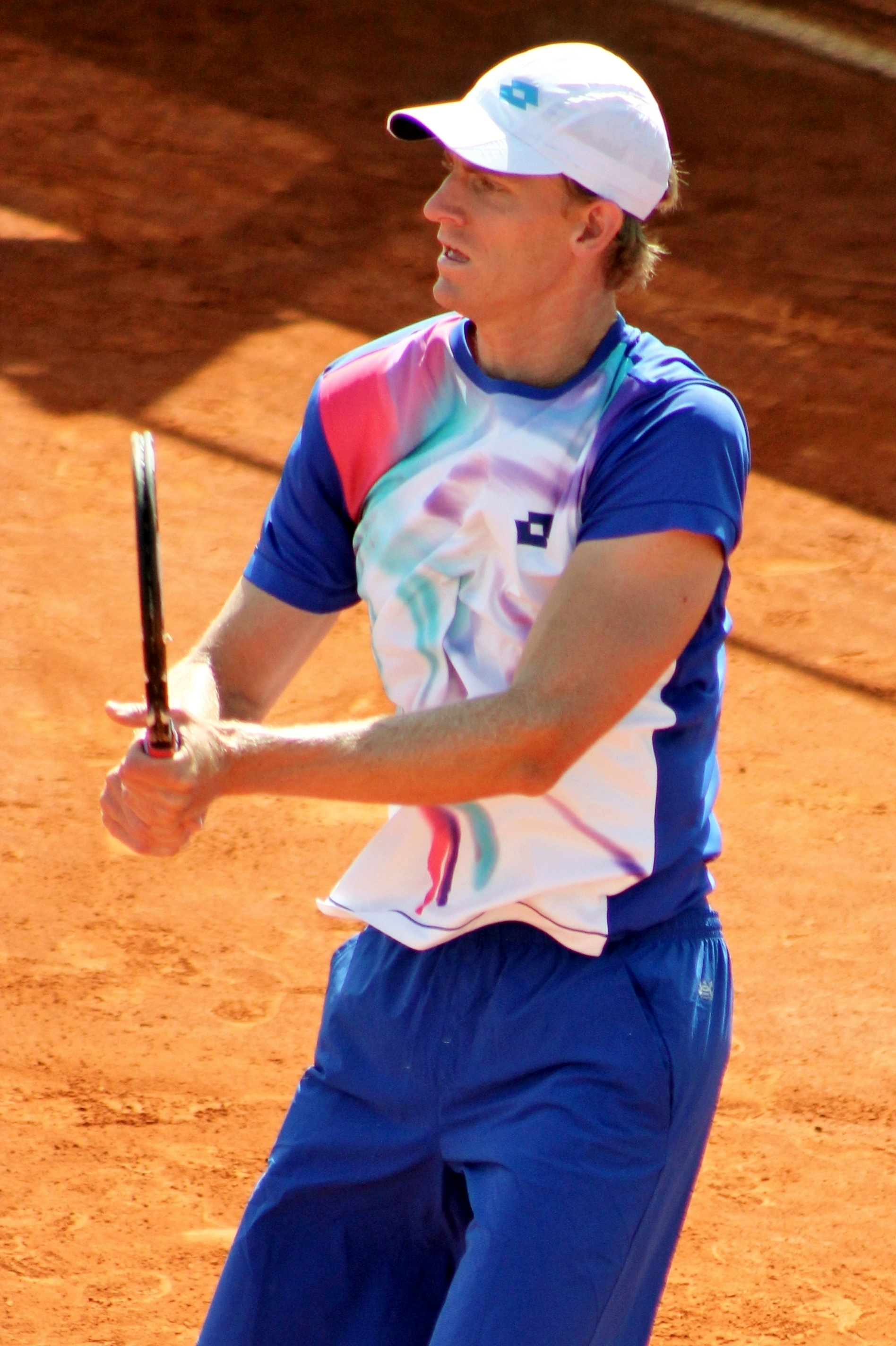
Anderson en 2014

Anderson comenzó el año llegando a la cuarta ronda del Abierto de Australia 2014, antes de ser noqueado en sets corridos por Tomáš Berdych.
Luego llegó a la final en el Torneo de Delray Beach, antes de perder ante Marin Čilić en dos tiebreak. En el Abierto Mexicano celebrado en Acapulco, volvió a llegar a la final, perdiendo ante Grigor Dimitrov en tres sets, con tiebreaks en el primer y tercer set.
En el Masters de Indian Wells, Anderson llegó a los cuartos de final, después de derrotar al tercer cabeza de serie Stan Wawrinka en una pelea muy reñida en tres sets. Perdió ante Roger Federer en sets corridos. En el Mutua Madrid Open 2014, venció a Radek Štěpánek, antes de perder ante Tomáš Berdych en segunda ronda.
Repitió su éxito de 2013 alcanzando nuevamente la cuarta ronda en el Abierto de Francia 2014, antes de perder ante el quinto cabeza de serie David Ferrer en cuatro sets.
Luego llegó a los cuartos de final del Torneo de Queen's Club 2014, antes de perder ante Radek Štěpánek. En el Campeonato de Wimbledon derrotó a Fabio Fognini para llegar a la cuarta ronda, donde perdió contra Andy Murray.
Anderson llegó a los cuartos de final del evento Masters 1000 en Toronto después de derrotar a Fognini y a Stanislas Wawrinka. En el Masters de Cincinnati, tuvo una decepcionante primera ronda, salida directa a manos de John Isner.
Llegó a la tercera ronda del US Open, donde perdió ante el eventual campeón Marin Čilić. En el Masters de París 2014 nuevamente derrotó a Wawrinka para llegar a los cuartos de final, después Tomáš Berdych lo venció. El sudafricano terminó el año n.º 16 en el ranking de fin de año ATP.

### 2015: Debut en el Top-10 y 3° título profesional
Anderson llegó a la final en Memphis, perdiendo ante Kei Nishikori, pero realizó salidas tempranas en Estoril y Madrid. Luego tuvo una buena carrera en el Queen's Club, llegando a la final antes de ser derrotado por Andy Murray en sets corridos.

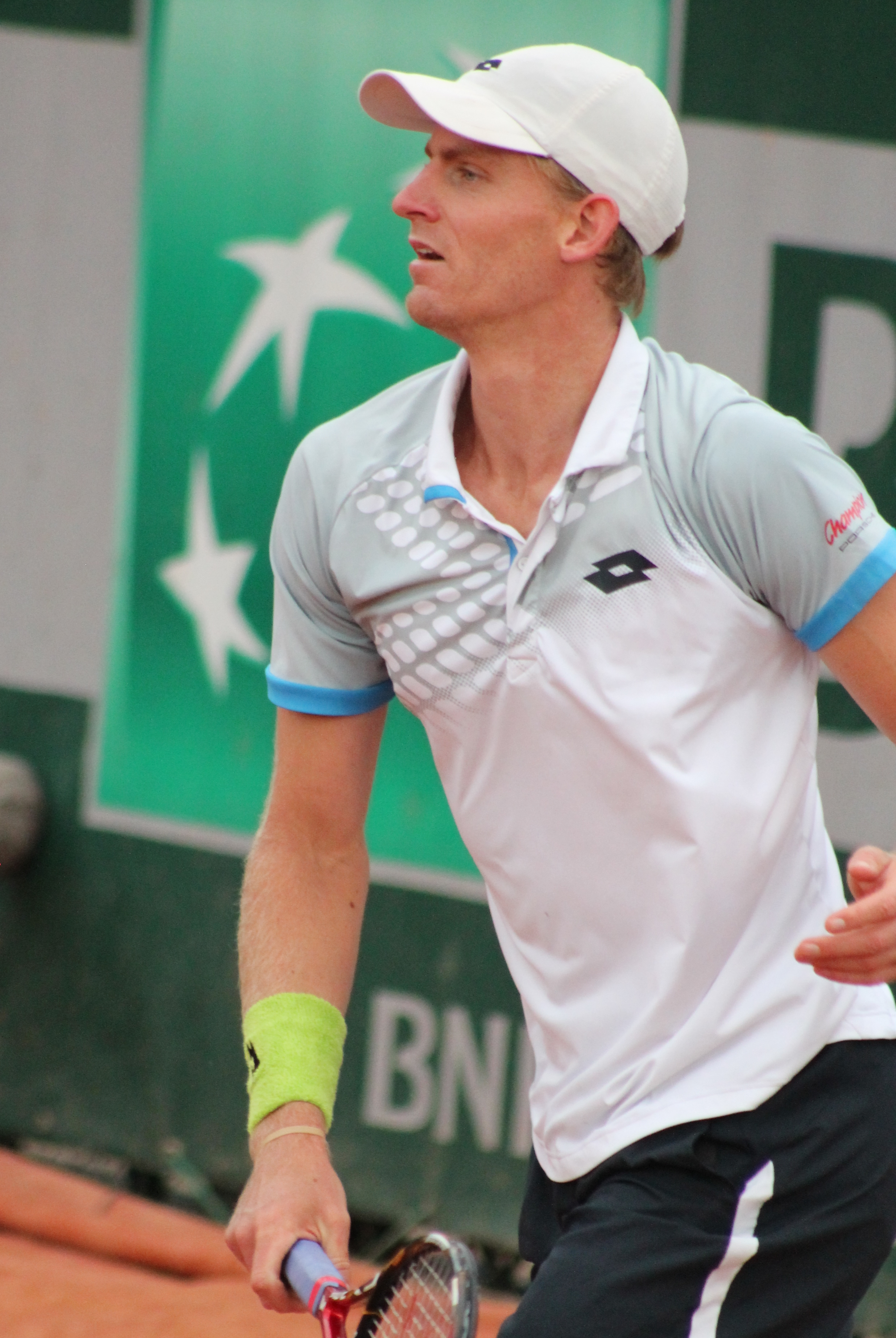
Anderson en Roland Garros 2015.

Volvió a alcanzar la cuarta ronda en Wimbledon, donde lideró al eventual campeón Novak Djokovic en dos sets, llevándose ambos sets a través de los desempates. Sin embargo, no pudo mantener su forma para los siguientes tres sets y finalmente perdió el partido en cinco sets. Anderson se convirtió en el campeón del ATP 250 en Torneo de Winston-Salem 2015, ganando su tercer título de individuales.
El gran momento de Anderson llegó en el Abierto de Estados Unidos 2015, donde derrotó a Andy Murray, avanzando a sus primeros cuartos de final en un Grand Slam después de siete intentos. Ganó los primeros dos sets, luego perdió el tercer set por desempate, pero después de un cuarto set muy reñido, ganando el desempate 7-0 y se llevó la victoria. Luego enfrentaría a Stan Wawrinka, a quien había derrotado las últimas cuatro veces que había jugado, incluso una vez ese año. Este fue su octavo partido en general, pero el primero en el nivel Grand Slam. Wawrinka a 4-4 sus frente a frente, superando a Anderson en sets corridos.
Después de un gran US Open, Anderson viajó a Asia para el Japón Open 2015, donde perdió en los dieciseisavos de final ante Gilles Müller. A pesar de esta pérdida, alcanzó el puesto número 10 en la clasificación de su carrera el 12 de octubre, el primer tenista sudafricano en el top 10 en 18 años.
Luego viajó a Shanghái para el Masters de Shanghái 2015, donde fue derrotado en los cuartos de final por Jo-Wilfried Tsonga. Esto fue seguido por el Viena Open 2015, donde perdió ante Steve Johnson en los cuartos de final. Viajando a Basilea el siguiente, fue derrotado por otro estadounidense Donald Young en la ronda de 16.
Llegó a la tercera ronda en el BNP Paribas Masters 2015, pero no pudo sacar provecho de un punto de partido contra Rafael Nadal, cayendo en tres ajustados sets.

### 2016: Lucha contra las lesiones y caída en la clasificación
Anderson comenzó su temporada en Auckland como cuarto cabeza de serie. Derrotó a Robin Haase por doble 7-6 en la segunda ronda, pero perdió ante Jack Sock en los cuartos de final por 1-6 y doble 6-4, a pesar de ganar el primer set. Tras esto estaba programado que jugará el Torneo de Chennai, pero se bajó debido a una lesión en la rodilla izquierda. Después se retiró en la primera ronda del Abierto de Australia en su encuentro con Rajeev Ram y se le aconsejó tomarse un descanso para resolver los problemas con su hombro. Tomó el descanso y también tuvo una cirugía menor en el tobillo mientras estaba fuera.
Regresó a las pistas casi tres semanas después en Delray Beach como el mejor preclasificado. Perdió el primer set de su partido contra Austin Krajicek en la primera ronda y luego se retiró antes del segundo set debido a una molestia en el hombro derecho. Al mismo tiempo, se sometió a una operación menor en el tobillo. Estos problemas físicos lo obligaron a retirarse para el torneo de Acapulco y la gira estadounidense en particular.
Regresó a la competencia durante la temporada de tierra batida en el Masters de Madrid en mayo donde perdió en la primera ronda contra Gael Monfils en sets corridos. Después jugó el Masters de Roma como decimosexto cabeza de serie, ganó su partido de primera ronda contra Feliciano López, pero perdió en la segunda ronda contra Juan Mónaco, a pesar de ganar el primer set. Luego compitió en el Torneo de Niza como el tercer cabeza de serie. Derrotó al clasificado Diego Schwartzman por 7-6 y 6-3, antes de perder ante el quinto cabeza de serie João Sousa por doble 7-5 en cuartos de final. En Roland Garros perdió en la primera ronda contra Stéphane Robert en cuatro sets.

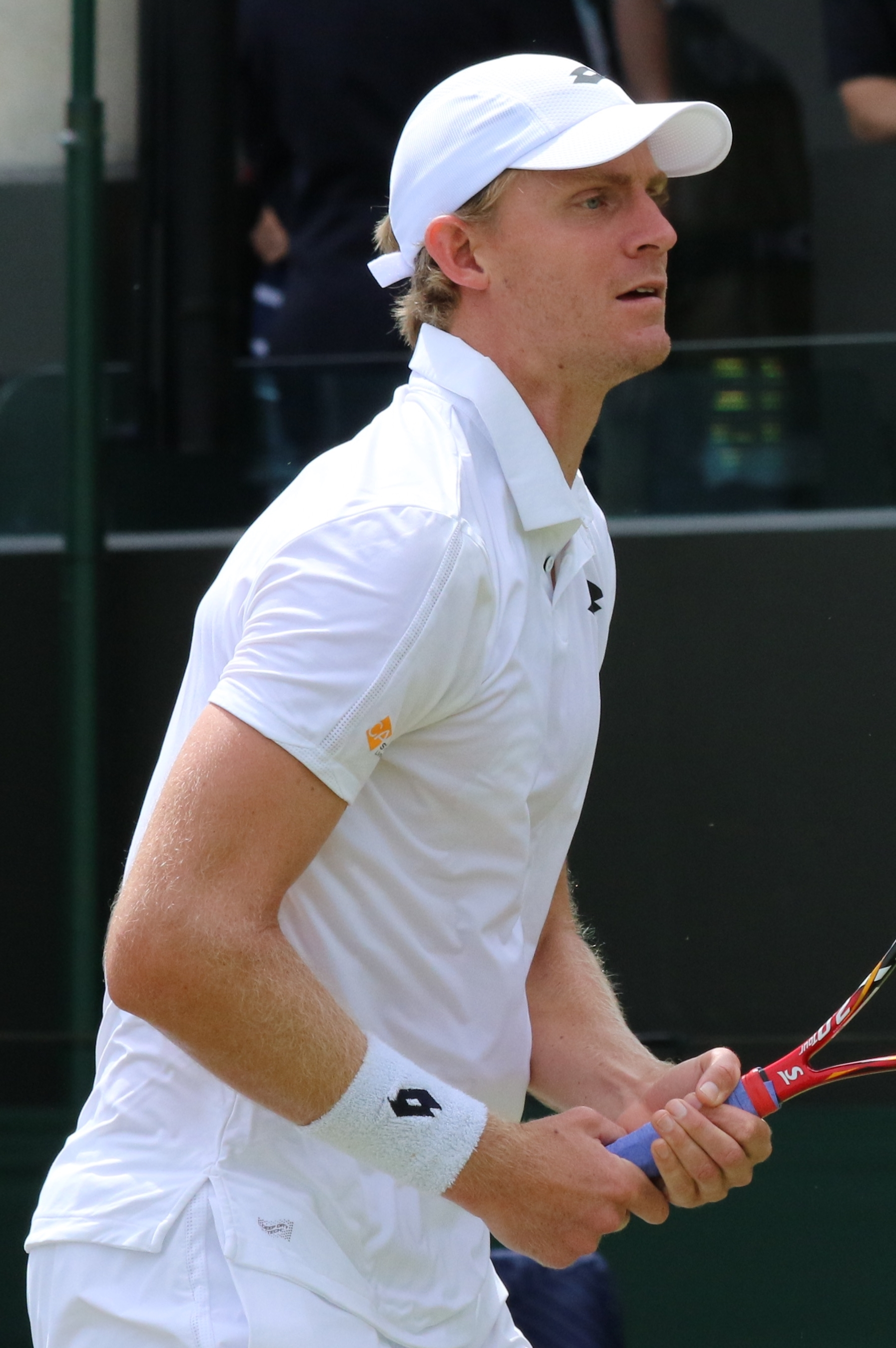
Anderson durante Wimbledon 2016.

Comenzó su temporada de césped en Queen's. Como ingresó tarde, tuvo que pasar por la clasificación. Derrotó a Edward Corrie y Jiří Veselý, ambos en sets corridos, para ingresar al cuadro principal para contra Bernard Tomic por 6-3 y 6-4 en la primera ronda. Después jugó en Nottingham como el principal cabeza de serie. Derrotó a Ivan Dodig y al 14.º cabeza de serie Fernando Verdasco para llegar a los cuartos de final, donde perdió ante el sexto cabeza de serie y eventual campeón Steve Johnson en tres sets. En Wimbledon como el vigésimo preclasificado. Perdió en la primera ronda contra Denis Istomin, a pesar de ganar los primeros dos sets.

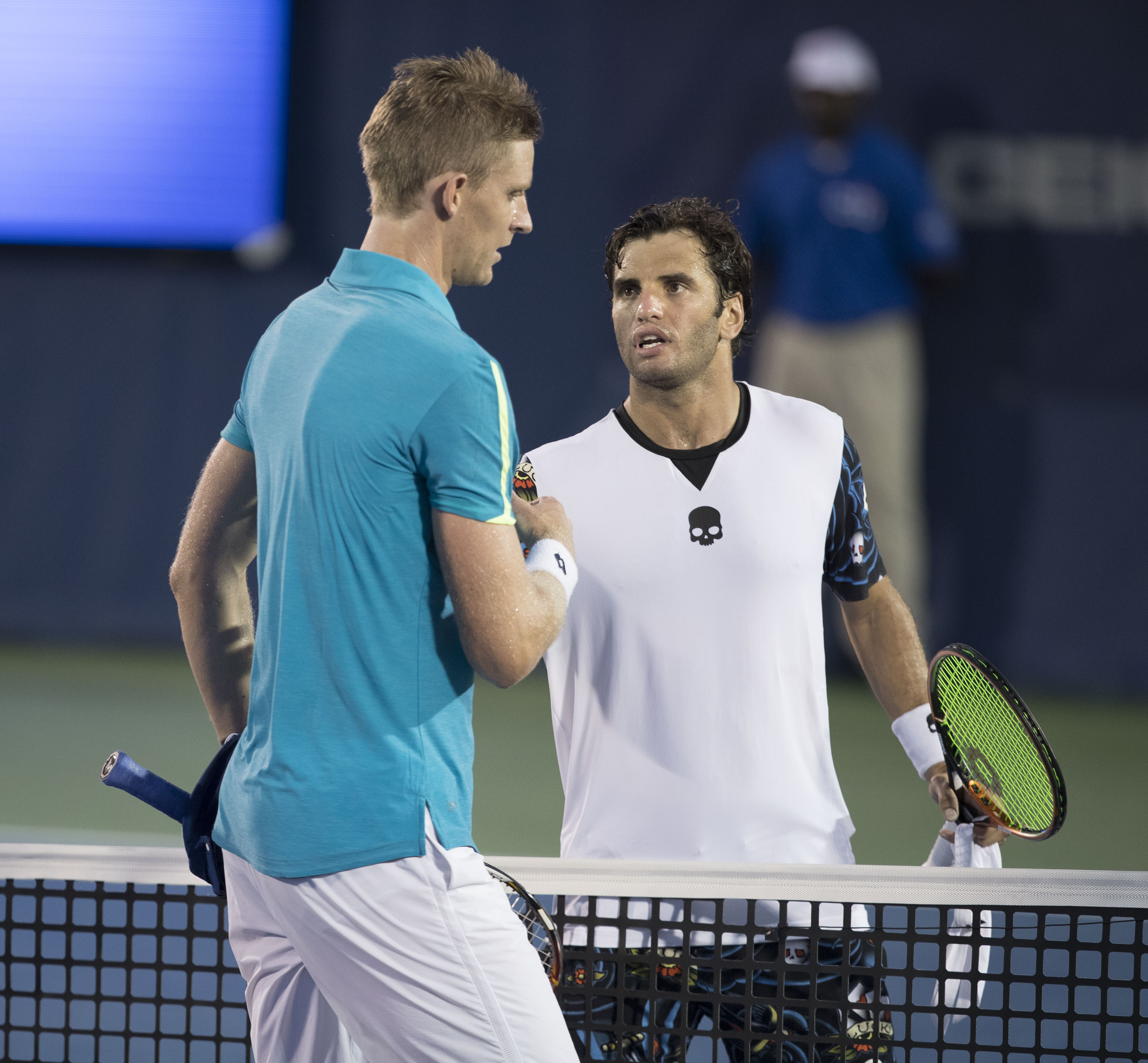
Anderson en el Torneo de Washington 2016.

Comenzó la gira por canchas rápidas de verano estadounidense en Washington como el noveno favorito. Perdió en la segunda ronda contra Malek Jaziri en un reñido partido, a pesar de ganar el primer set. Luego jugó el Masters de Canadá, en primera ronda derrotó a Viktor Troicki. Luego derrotó al sexto cabeza de serie Dominic Thiem porque Thiem tuvo que retirarse. Luego llegó a los cuartos de final tras derrotar al 12° preclasificado Bernard Tomic en tres sets por primera vez, sin embargo, perdió ante Stan Wawrinka en sets corridos en cuartos. En el Masters de Cincinnati llegó hasta la tercera ronda tras derrotar a Aleksandr Dolgopólov y Richard Gasquet, finalmente sería derrotado por el número 2 del mundo Andy Murray por un categórico 6-3, 6-2.

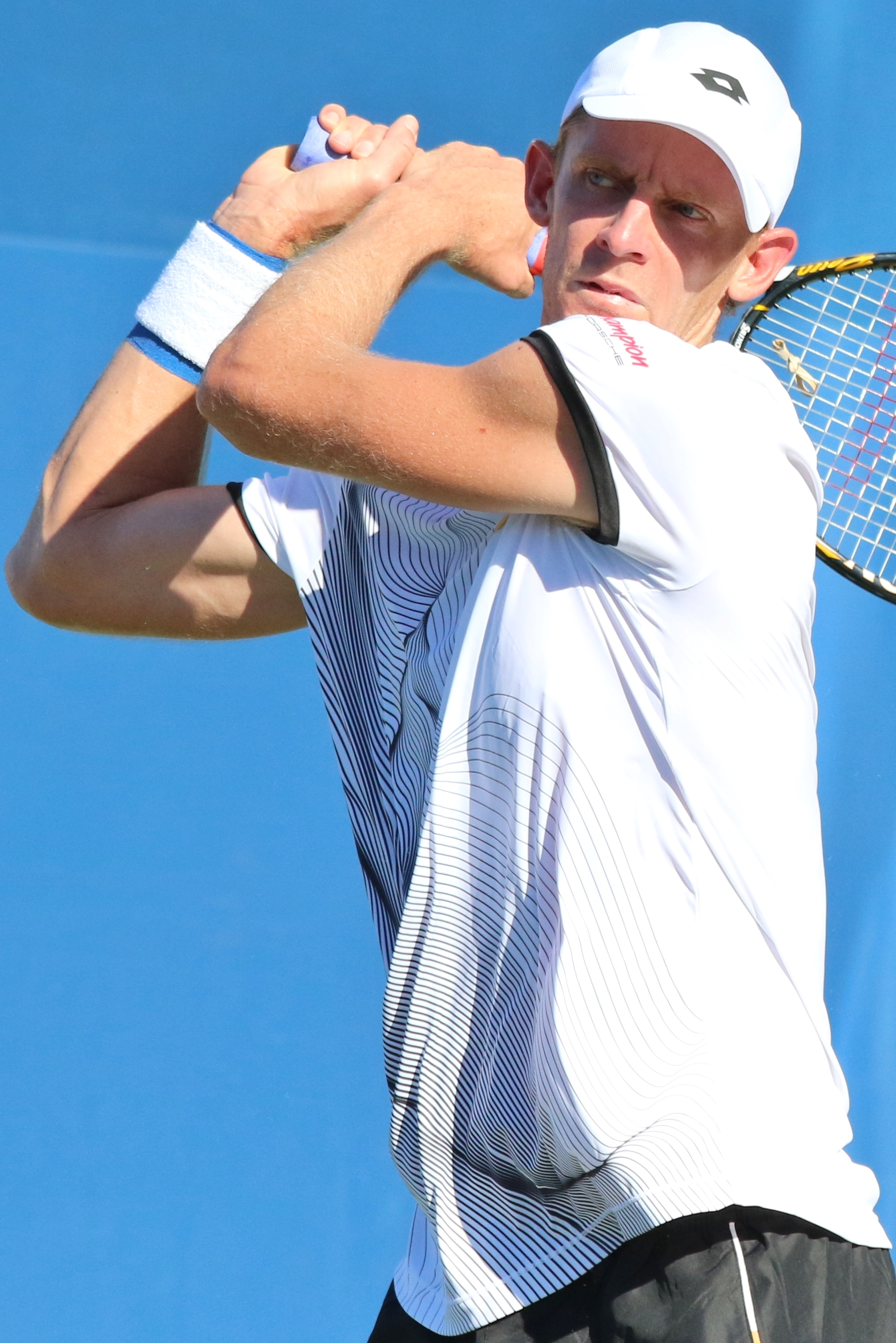
Anderson en el US Open 2016.

En el US Open tuvo su mejor actuación en un Grand Slam del año, derrotando tanto a Yoshihito Nishioka como a Vasek Pospisil en sets corridos, antes de ser derrotado por Jo-Wilfried Tsonga en la tercera ronda, también en sets corridos.
Terminó el año en el puesto n.º 67.

### 2017: Subcampeón del US Open

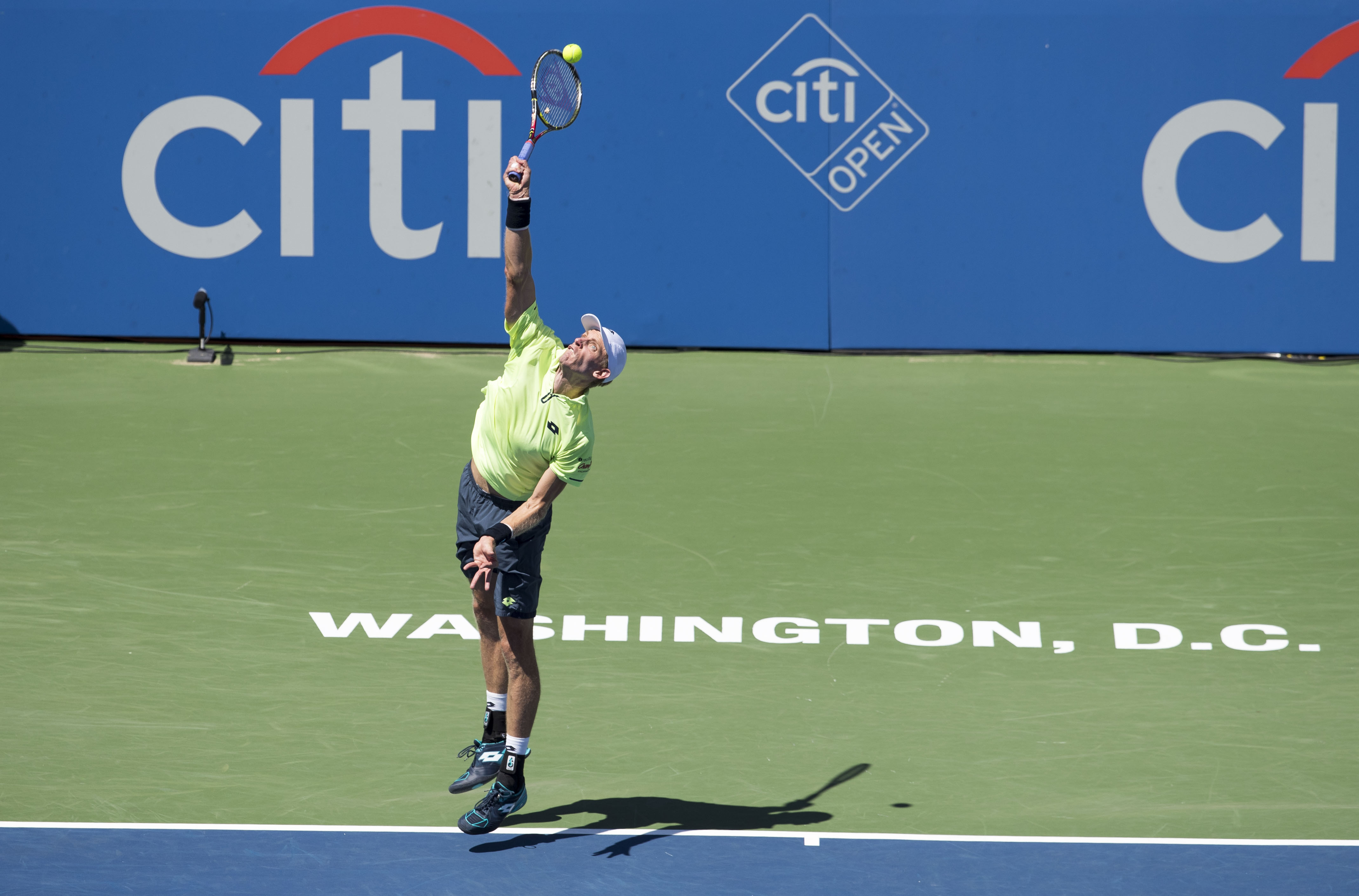
Anderson en 2017

2017 fue uno de los mejores años de su carrera, a pesar de un comienzo lento. Comenzó el año en Memphis en febrero, donde perdió en la primera ronda ante Damir Džumhur. También perdió en la primera ronda de Delray Beach ante el regresado Juan Martín del Potro.
En marzo, llegó a la segunda ronda en el Masters de Indian Wells, donde perdió ante Steve Johnson y en Miami, también perdió en la segunda ronda ante Kei Nishikori. Luego viajó a Barcelona, donde superó a Carlos Berlocq y David Ferrer, perdiendo en la tercera ronda ante el eventual campeón Rafael Nadal.
En mayo, derrotó a Richard Gasquet en los cuartos de final en Estoril, antes de sucumbir con Gilles Müller en las semifinales. Tuvo que pasar por la clasificación en 2017, solo para perder en la primera ronda ante el eventual campeón Alexander Zverev. Luego viajó a Ginebra, donde llegó a los cuartos de final, cayendo de nuevo a Kei Nishikori en tres sets apretados.
En el segundo Grand Slam del año, en Roland Garros, comienza ante Malek Jaziri venciéndolo en sets corridos, antes de jugar un gran partido ante el Número 19 del mundo Nick Kyrgios ganando por 5-7, 6-4, 6-1 y 6-2 concediendo solo 2 roturas en 4 juegos. En la tercera ronda se enfrenta a británico Kyle Edmund venciéndolo en un parejísimo partido de tres horas 58 minutos por 66-7, 7-64, 5-7, 6-1 y 6-4 clasificándose para la segunda ronda de un Grand Slam por primera vez desde Wimbledon 2016, en octavos abandonaría en su partido ante Marin Čilić por lo agotado que venía de su partido anterior cuando caía por 6-3 y 3-0.

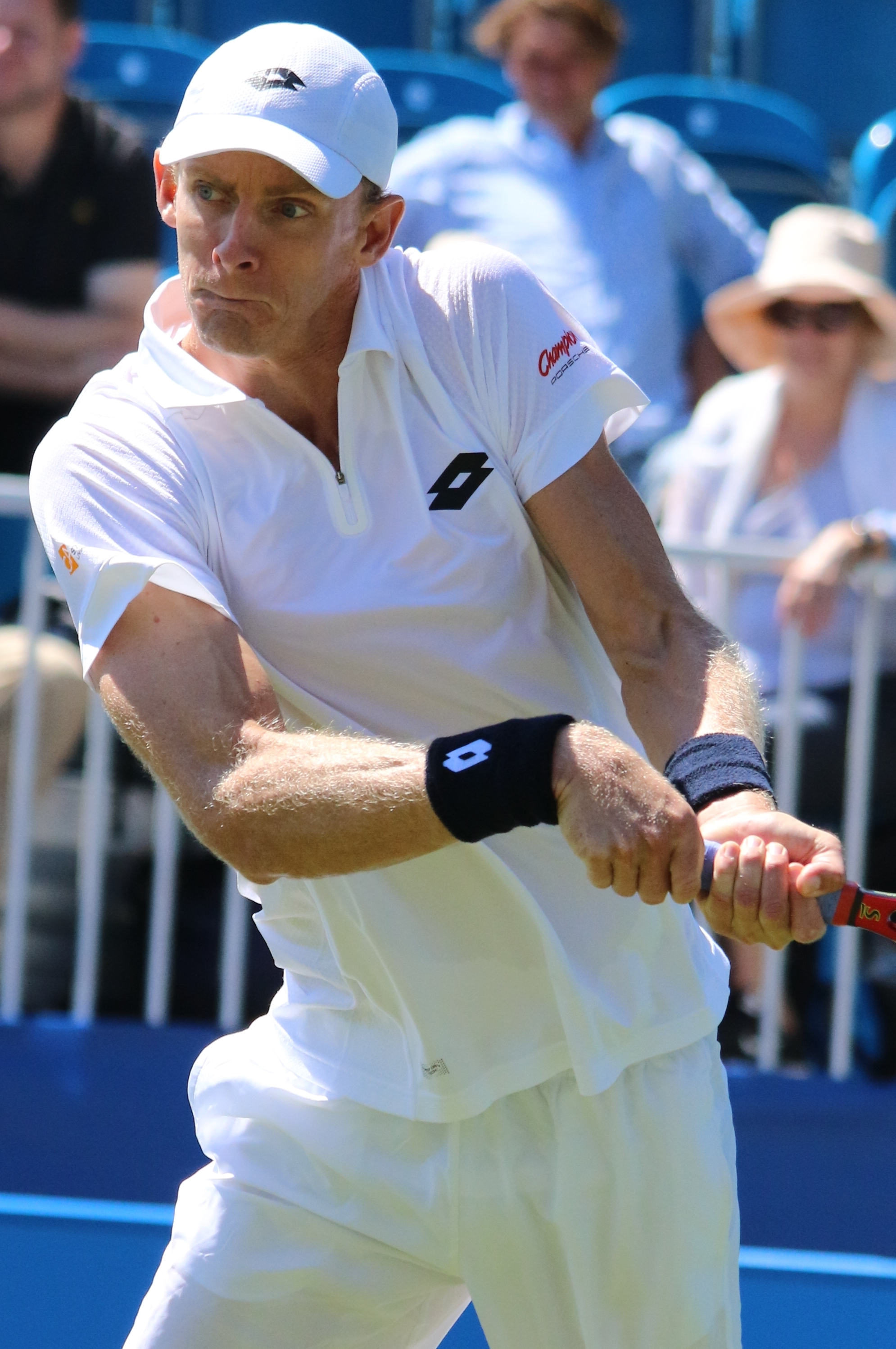
Anderson en el Torneo de Eastbourne 2017.

Anderson volvió a la acción en la gira de césped, llegando a la segunda ronda en Eastbourne, donde perdió contra Richard Gasquet. En Wimbledon comenzó superando al número 31 del mundo Fernando Verdasco en cuatro mangas por 2-6, 7-65, 7-68 y 6-3, luego venció a Andreas Seppi y al clasificado Ruben Bemelmans, ambos en sets corridos, para obtener un boleto para segunda semana de un Grand Slam de forma consecutiva, donde se enfrenta a Sam Querrey en un duelo de cañoneros perdiendo en un juego de cinco sets por 7-5, 56-7, 3-6, 7-611 y 3-6 en tres horas de partido.
Comienza la gira sobre gira de canchas duras estadounidenses en Washington. Exento de primera ronda por ser cabeza de serie se clasificó para octavos venciendo a Malek Jaziri, en dicha instancia venció al 7° del mundo ganándole a Dominic Thiem por 6-3, 66-7, 7-67 en un gran partido del sudafricano. A continuación vence a los locales Yuki Bhambri y Jack Sock (6-3, 6-4) en una hora y media para llegar a la final. Donde cayó ante el 8° del mundo Alexander Zverev por doble 6-4 en solo una hora y 9 minutos, logrando su mejor resultado en el año. Luego, en el Masters de Canadá, llega a cuartos de final tras vencer a Pablo Carreño en la segunda ronda y luego a Sam Querrey. Caería nuevamente ante Zverev en los cuartos por 7-5 y 6-4. En Cincinnati, perdió de entrada ante Alexandr Dolgopolov en primera ronda y luego se retiró de Winston-Salem para llegar más fresco de cara al US Open.

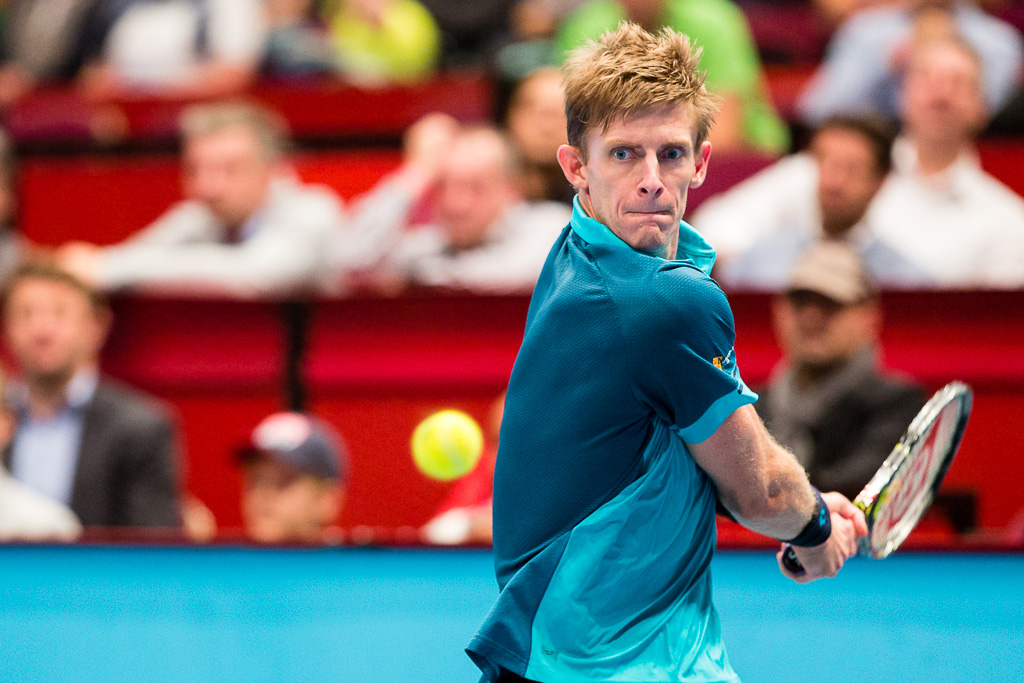
Anderson en el US Open 2017 alcanzó su primera final de Grand Slam en su carrera cayendo ante el número uno Rafael Nadal por parciales de 6-3, 6-3 y 6-4.

Para el último Grand Slam del año en el US Open, pasa sin problemas sus dos primeras rondas sin perder set, luego derrota a Borna Ćorić por 6-4, 6-3, 6-2 en solo una hora y 49 minutos, quien había derrotado a Alexander Zverev en la ronda anterior, en octavos final vence en dos horas y 57 minutos al debutante en estas instancia Paolo Lorenzi por 6-4, 6-3, 46-7 y 6-4. En los cuartos de final, aprovechando un cuadro muy abierto, vence al local Sam Querrey (21° del mundo) tomando venganza de lo ocurrido en Wimbledon y lo derrota en un intenso y físico partido por 7-65, 96-7, 6-3 y 7-67 en tres horas y 26 minutos, como anécdota ese partido terminó a la una de la mañana con 50 minutos (hora estadounidense) clasificándose para su primera semifinal de Grand Slam, donde se enfrenta al cabeza de serie 12 Pablo Carreño también debutante en esta etapa y venciendo por 4-6, 7-5, 6-3 y 6-4 en dos horas y 54 minutos clasificándose para su primera final de Grand Slam a los 31 años, además se convierte en el peor jugador clasificado (32.ª Mundial) en llegar a la final del Abierto de Estados Unidos anteriormente en registro de Mark Philippoussis, también sucede a Cliff Drysdale, el último sudafricano que se había clasificado a la final del US Open de 1965 y se convirtió en el primer sudafricano en llegar a la final de un Grand Slam desde Kevin Curren en Wimbledon 1985 además el jugador más alto en jugar la final de un Major. En una sola vía en la final, fue derrotado por el número uno del mundo Rafael Nadal en sets corridos por 6-3, 6-3 y 6-4 en dos horas y 27 minutos. El sudafricano después reveló que tuvo problemas para adaptarse al juego del español destacando su "gran energía" y "consistencia". Su increíble resultado en el US Open le permite volver al Top 20 al escalar al puesto 15.
Durante su la gira asiática e indoor (bajo techo), siendo su resultado más destacable un cuartos de final en Estocolmo.

### 2018: 4.º y 5.º títulos ATP, final de Wimbledon, 5 del mundo y mejor temporada de su carrera
Comenzó la Temporada 2018 en el Mubadala World Tennis Championship jugado todos los años en Abu Dhabi a finales de diciembre de 2017, vence al español Pablo Carreño y al número cinco del mundo Dominic Thiem para llegar a la final. Finalmente ganó el torneo al vencer al 20° del mundo Roberto Bautista por 6-4 y 7-61.
Jugó su primer torneo oficial en Pune, India como cabeza de serie número 2. Llegó a la final tras vencer a Thiago Monteiro, Mijaíl Kukushkin y Benoît Paire en tres sets. Donde se enfrentó a Gilles Simon y con un bajo primer servicio e inconsistentes restos el francés neutralizó los ataques de su rival y ganó por 7-64 y 6-2. Su siguiente torneo fue el Abierto de Australia donde se enfrentó al eventual semifinalista Kyle Edmund en primera ronda, cayendo por 7-64, 3-6, 6-3, 3-6, 4-6 después de ir dos sets a uno arriba y en cuatro horas de partido.
Su tercer torneo del año fue el inaugural ATP 250 de Nueva York en febrero como cabeza de serie 1. Camino a la final derrotó a Ernesto Escobedo, Frances Tiafoe y al finalista del US Open 2014 Kei Nishikori todos en tres sets, en la final derrotó al local Sam Querrey por 4-6, 6-3, 7-61 en un duelo de cañoneros ganando su cuarto título profesional y primero del año. La victoria lo impulsó de nuevo al Top 10 desde noviembre de 2015 para ser el n.º 9 del mundo, su mejor ranking. A la semana siguiente, en Acapulco, se clasificó a la final tras vencer a Radu Albot, Adrian Mannarino y Hyeon Chung (7-65 y 6-4), en semifinales venció al estadounidense Jared Donaldson por 6-3, 4-6, 6-3 en dos horas y 23 minutos, en la final cae por doble 6-4 ante el argentino Juan Martín del Potro.
En marzo comienza jugando los dos primeros Masters 1000 del año, en Indian Wells clasificó a cuartos de final tras vencer a Yevgueni Donskói, Nicolás Kicker y Pablo Carreño antes de perder contra el croata Borna Ćorić por 4-6, 6-3 y 7-6 después de dos horas y 22 minutos. En Miami también llega a cuartos tras vencer a Nikoloz Basilashvili, Karén Jachánov y Frances Tiafoe, esta vez pierde ante Pablo Carreño Busta (Anteriormente Anderson había ganado en Indian Wells) de nuevo en la muerte súbita del tercer set por 6-4, 5-7, 7-6 en dos horas y 42 minutos.
En su segundo torneo sobre tierra batida fue el Masters de Madrid, llega a semifinales de un Masters 1000 por primera vez en su carrera tras superar al clasificado Mijaíl Kukushkin en tres sets y luego a Philipp Kohlschreiber por 6-3, 7-67 y se clasifica a semifinales batiendo al clasificado Dusan Lajović por 7-63, 3-6, 6-3 en cuartos de final, en semifinales se enfrenta a Dominic Thiem (7° del mundo) que venció a Nadal en la ronda anterior y terminó cayendo por un contundente 6-4 y 6-2 en una hora y 25 minutos. Estos últimas buenas semanas en cuanto a resultados le permiten mejoran su clasificación para llegar al 7° del ranking mundial.

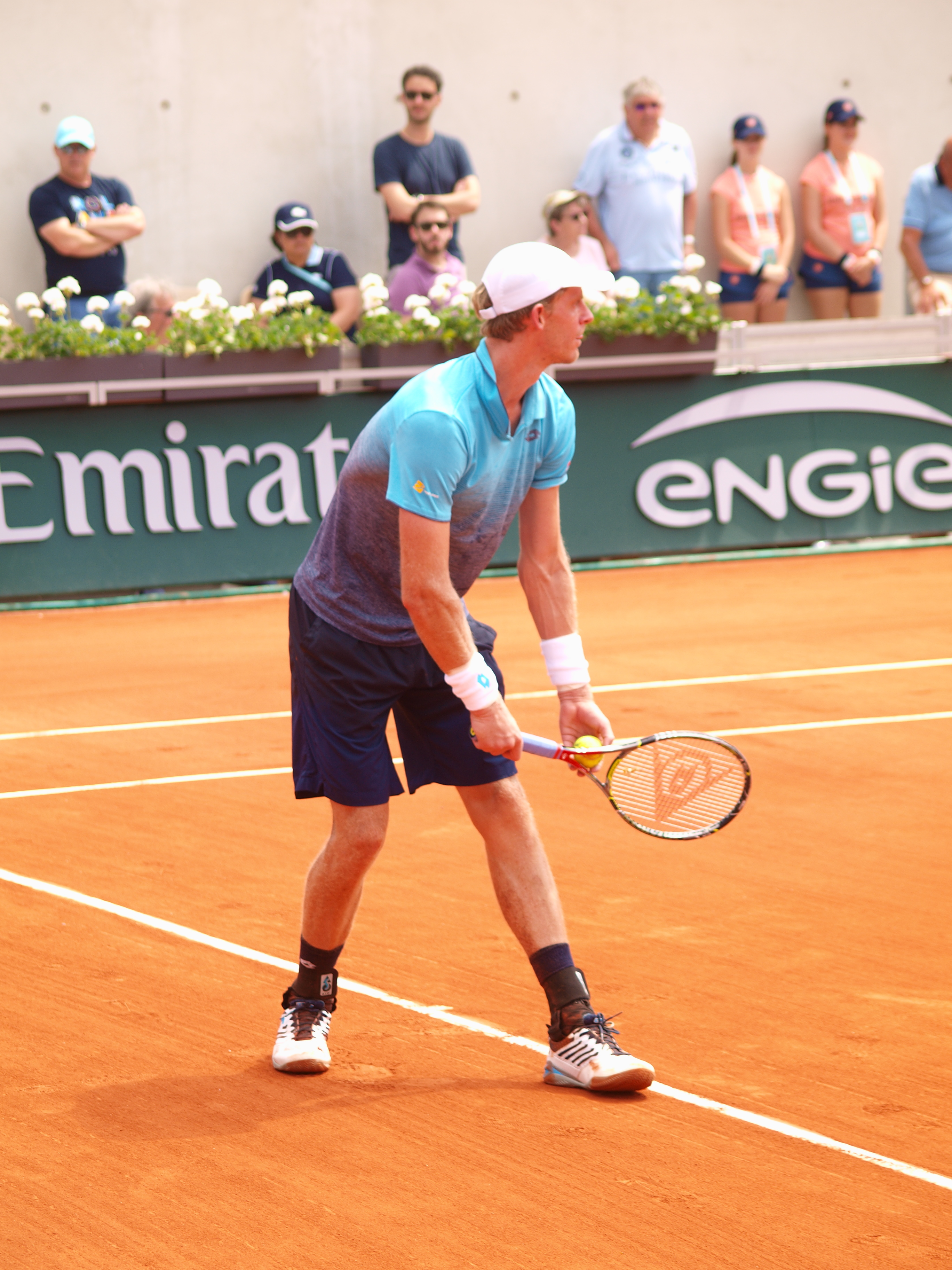
Kevin Anderson sirviendo en el partido ante Diego Schwartzman por los octavos de final de Roland Garros 2018 donde caería en 5 sets tras ir liderar 2-0 en sets

En Roland Garros, venció a Paolo Lorenzi en sets corridos en primera ronda y luego a Pablo Cuevas y Mischa Zverev en 4 sets para llegar a cuarta ronda donde se enfrentó a Diego Schwartzman, de 1 metro y 70 centímetros de altura, que venció a Anderson de 2 metros 10 centímetros. Schwartzman quebró el servicio de Anderson nueve veces, la mayor cantidad de veces que le habían quebrado el servicio a Anderson en un partido y le argentino término llevándoselo por 1-6, 2-6, 7-5, 7-6 y 6-2 luego de que el sudafricano estuviera dos 2 sets a 0 arriba.
En julio, llegó a la final de Wimbledon tras vencer a Norbert Gombos, Andreas Seppi y Philipp Kohlschreiber en tercera ronda, en octavos venció al galo Gael Monfils en cuatro mangas por 7-64, 7-62, 5-7, 7-64 en 3 horas 29 minutos y en los cuartos de final derrotó al favorito y ocho veces campeón Roger Federer en cinco sets por 2-6, 6-75, 7-5, 6-4 y 13-11 y en 4 horas y media de juego, regresando de dos sets abajo y salvando un punto de partido, después, en las semifinales contra John Isner, gana de nuevo en cinco sets y en 6 horas 36 minutos por 7-66, 56-7, 96-7, 6-4 y 26-24 en el último set, por lo que es el segundo partido más largo en la historia del tenis después del Isner-Mahut de Wimbledon 2010 y el más largo en la historia de una semifinal de Grand Slam. Al llegar a la final, se convierte en el primer tenista sudafricano que alcanza una final en singles de Wimbledon desde Kevin Curren en 1985. En la final, fue derrotado por Novak Djokovic por 6-2, 6-2 y 7-63 acusando el desgaste de los dos partidos anterior y las más de 11 horas de juego en los últimos dos. Sin embargo, con esta final de Wimbledon, logra la mejor clasificación de su carrera al llegar al puesto 5 del mundo.
Regresa al circuito en el Masters de Canadá, en la segunda ronda vence a Yevgueni Donskói por un complicado 4-6, 6-2 y 7-6(7-0). Luego venció a Iliá Ivashka (7-5, 6-3) y al 5 del mundo Grigor Dimitrov (6-2, 6-2) para llegar a semifinales. Donde perdió contra el joven griego Stefanos Tsitsipas por 7-6(7-4), 4-6 y (7-9)6-7 después de un gran partido de 2 horas 47 minutos de juego. En el Masters de Cincinnati cayó bruscamente en dos sets por 6-2 y 6-4 contra el cabeza de serie número 11, David Goffin en octavos de final.
Término su gira por los Estados Unidos con el US Open, torneo del que es finalista. En primera ronda se mide al local Ryan Harrison y tiene muchas dificultades para vencerlo ganando en cinco sets, ya en la segunda ronda venció más fácilmente a Jérémy Chardy en sets corridos. En la tercera ronda se enfrentó a la joven promesa canadiense Denis Shapovalov y ganó en otros cinco sets por 4-6, 6-3, 6-4, 4-6 y 6-4, antes de caer en octavos de final contra Dominic Thiem por 7-5, 6-2 y 7-6 en dos horas 37 minutos.
Tras esto disputó la Laver Cup 2018 representando al Resto del mundo en Chicago a mediados de septiembre junto con los estadounidenses John Isner, Jack Sock y Frances Tiafoe, el argentino Diego Schwartzman y el australiano Nick Kyrgios, bajo el mando de John McEnroe. Debutó en el primer día jugando dobles con Jack Sock y venciendo a la pareja europea formada por Roger Federer y Novak Djokovic (5)6-7, 6-3 y 10-6 dándole el único punto al resto del mundo en la jornada. El segundo partido de Anderson fue contra Djokovic ganándole nuevamente en otros tres apretados sets por 7-6(5), 5-7 y 10-6 descontando dos puntos y quedando 3-7 abajo de los europeos. Ya en el último día de competición jugó un partido clave contra Alexander Zverev, resto del mundo debía ganar para seguir con opciones de ser campeón de lo contrario el equipo europeo sería el ganador finalmente el alemán ganó por (3)6-7, 7-5 y 10-7.
Comenzó la Gira Asiática en Tokio alcanzó los cuartos de final tras vencer a Matthew Ebden y Frances Tiafoe en tres sets donde sería eliminado por Richard Gasquet en dos desempates. Y en el Masters de Shanghái también llegó a cuartos tras vencer a Mijaíl Kukushkin (6-3, 6-2) y Stefanos Tsitsipas (6-4, 7-6) en sets corridos antes de ser derrotado por el futuro ganador, el número 3 del mundo, Novak Djokovic por 7-6(1) y 6-3.
A finales de octubre comenzó la gira indoor (bajo techo) en Viena. Primero derrotó al georgiano Nikoloz Basilashvili por 4-6, 7-6(6) y 6-3 con mucha dificultad, en segunda ronda accede a cuartos de manera automática tras la no presentación de Jurgen Melzer y luego en cuartos juega con Borna Ćorić y lo vence por 7-6, 1-2 y retiro del croata. En semifinales desecha al español Fernando Verdasco por 6-3, 3-6, 6-4. En la final, venció a Kei Nishikori por 6-3 y 7-6(7-3) para lograr el título más importante de su carrera. Además lográndose clasificar para el Masters de Londres a la edad de 32 años por primera vez. La semana siguiente, participó en el Masters de París. En segunda ronda se encontró nuevamente con Nikoloz Basilashvili y lo venció en tres sets por 6-3, 6-7 y 7-6. En tercera ronda fue eliminado por Kei Nishikori por doble 6-4 tomándose la revancha el japonés de lo ocurrido en Viena hace unos días atrás.
Tras esto juega el último torneo del año: el Masters de Londres quedó situado en el Grupo Lleyton Hewitt con el suizo Roger Federer (N.º 3 del mundo), el austríaco Dominic Thiem (8 del mundo) y el japonés Kei Nishikori (9 del mundo). Ganó con autoridad su primer partido contra Thiem por 6-3, 7-6(12-10) en una hora 48 minutos, antes de dominar a Nishikori por un contundente 6-0 y 6-1 en solo una hora de juego. A pesar de una derrota en el tercer juego del grupo contra Roger Federer (6-4, 6-3), Anderson se clasificó para las semifinales. Caería finalmente por doble 6-2 contra el Número 1 del mundo Novak Djokovic en sólo una hora 15 minutos.
Terminó la mejor temporada de su carrera en el sexto lugar con una final de Grand Slam en Wimbledon, su primer título ATP 500 y terminando dentro del Top 10 por primera a los 32 años.

## Vida personal
Anderson comenzó a jugar tenis a los 6 años y fue competitivo en carreras de 800 metros en la escuela.
Anderson se casó con su novia de la universidad, la golfista Kelsey O'Neal, en 2011, y han comprado una casa en Delray Beach, Florida. Es un residente permanente de los Estados Unidos.
Anderson, su esposa Kelsey y el exentrenador GD Jones lanzaron un sitio web de instrucción de tenis en junio de 2016 titulado Realife Tennis. El sitio ofrece consejos prácticos y de estilo de vida de viajar por el mundo jugando al tenis, así como cursos para mejorar el juego de tenis.
Anderson toca la guitarra y es fanático de la banda de rock británica Dire Straits y Mark Knopfler. Su programa de televisión favorito es House of Cards.
Los años previos a alcanzar la final de Wimbledon, se solía decir una frase entre los jugadores que competían con Kevin en los cuadros de los torneos: "No me gustaría interponerme en la senda del elefante", debido a su brutal servicio, prácticamente imposible de romper en pista dura o hierba, un suplicio para cualquier restador.

## Ranking ATP al final de la temporada
| Año                     | 2003  | 2004 | 2005 | 2006 | 2007 | 2008 | 2009 | 2010 | 2011 | 2012 | 2013 | 2014 | 2015 | 2016 | 2017 | 2018 | 2019 | 2020 | 2021 |
| Ranking en individuales | 1,179 | 665  | 766  | 517  | 221  | 104  | 161  | 61   | 32   | 37   | 20   | 16   | 12   | 67   | 14   | 6    | 91   | 81   | 80   |

## Torneos de Grand Slam

### Individual

#### Finalista (2)
| Año  | Campeonato         | Oponente en la final | Resultado en final |
| 2017 | Abierto de EE. UU. | Rafael Nadal         | 3-6, 3-6, 4-6      |
| 2018 | Wimbledon          | Novak Djokovic       | 2-6, 2-6, 6-7(3)   |

## Clasificación histórica
| Torneo                                     | 2008            | 2009            | 2010            | 2011            | 2012            | 2013            | 2014            | 2015            | 2016            | 2017            | 2018         | 2019            | 2020            | 2021            | 2022            | G-P   | T/P  |
| ------------------------------------------ | --------------- | --------------- | --------------- | --------------- | --------------- | --------------- | --------------- | --------------- | --------------- | --------------- | ------------ | --------------- | --------------- | --------------- | --------------- | ----- | ---- |
| Grand Slam                                 |                 |                 |                 |                 |                 |                 |                 |                 |                 |                 |              |                 |                 |                 |                 |       |      |
| Abierto de Australia                       | 1R              | 1R              | 1R              | 1R              | 3R              | 4R              | 4R              | 4R              | 1R              | A               | 1R           | 2R              | 2R              | 1R              | 1R              | 13–14 | 0/14 |
| Roland Garros                              | A               | Q3              | 1R              | 2R              | 3R              | 4R              | 4R              | 3R              | 1R              | 4R              | 4R           | A               | 3R              | 1R              | A               | 19–11 | 0/11 |
| Wimbledon                                  | 1R              | Q1              | 1R              | 2R              | 1R              | 3R              | 4R              | 4R              | 1R              | 4R              | F            | 3R              | ND              | 2R              | A               | 21–12 | 0/12 |
| US Open                                    | A               | Q1              | 3R              | 3R              | 1R              | 2R              | 3R              | CF              | 3R              | F               | 4R           | A               | 1R              | 2R              | A               | 23–11 | 0/11 |
| Ganados–Perdidos                           | 0–2             | 0–1             | 2–4             | 4–4             | 4–4             | 9–4             | 11–4            | 12–4            | 2–4             | 12–3            | 12-4         | 3–2             | 3–3             | 2–4             | 0–1             | 76–48 | 0/48 |
| Torneo de Maestros                         |                 |                 |                 |                 |                 |                 |                 |                 |                 |                 |              |                 |                 |                 |                 |       |      |
| ATP World Tour Finals                      | No se clasificó | No se clasificó | No se clasificó | No se clasificó | No se clasificó | No se clasificó | No se clasificó | No se clasificó | No se clasificó | No se clasificó | SF           | No se clasificó | No se clasificó | No se clasificó | No se clasificó | 2–2   | 0/1  |
| ATP Masters Series / ATP Tour Masters 1000 |                 |                 |                 |                 |                 |                 |                 |                 |                 |                 |              |                 |                 |                 |                 |       |      |
| Indian Wells                               | A               | 1R              | 2R              | 1R              | 3R              | CF              | CF              | 3R              | A               | 2R              | CF           | A               | ND              | 3R              | A               | 15–10 | 0/10 |
| Miami                                      | 3R              | A               | 2R              | CF              | 3R              | 3R              | 3R              | 4R              | A               | 2R              | CF           | CF              | ND              | 1R              | 1R              | 19–12 | 0/12 |
| Montecarlo                                 | A               | A               | A               | 1R              | 1R              | 2R              | 1R              | A               | A               | A               | A            | A               | ND              | A               | A               | 1–4   | 0/4  |
| Madrid                                     | A               | A               | 1R              | 2R              | 2R              | 3R              | 2R              | 1R              | 1R              | A               | SF           | A               | ND              | A               | A               | 8–8   | 0/8  |
| Roma                                       | A               | A               | A               | 1R              | 1R              | 3R              | 2R              | 3R              | 2R              | 1R              | 2R           | A               | 1R              | A               | A               | 6–9   | 0/9  |
| Canadá                                     | A               | A               | 3R              | 3R              | 1R              | 1R              | CF              | 1R              | CF              | CF              | SF           | A               | ND              | A               | A               | 16–9  | 0/9  |
| Cincinnati                                 | 1R              | A               | A               | 2R              | 1R              | 1R              | 1R              | 3R              | 3R              | 1R              | 3R           | A               | 2R              | 1R              | A               | 7–11  | 0/11 |
| Shanghái                                   | NMS             | A               | 1R              | 1R              | 2R              | 2R              | 2R              | CF              | 2R              | 2R              | CF           | A               | ND              | ND              | A               | 10-9  | 0/9  |
| París                                      | A               | A               | A               | 2R              | 3R              | 2R              | CF              | 3R              | A               | 2R              | 3R           | A               | 2R              | A               | A               | 9–8   | 0/8  |
| Ganados–Perdidos                           | 2–2             | 0–1             | 4–5             | 9–9             | 5–9             | 12–9            | 12–9            | 11–8            | 7–5             | 6–7             | 16–8         | 3–1             | 2–3             | 2–3             | 0–1             | 91–80 | 0/80 |
| Representación nacional                    |                 |                 |                 |                 |                 |                 |                 |                 |                 |                 |              |                 |                 |                 |                 |       |      |
| Juegos Olímpicos                           | 2R              | No Disputado    | No Disputado    | No Disputado    | A               | No Disputado    | No Disputado    | No Disputado    | A               | No Disputado    | No Disputado | No Disputado    | No Disputado    | A               | ND              | 1–1   | 0/1  |
| Copa Davis                                 | Z2              | A               | A               | PO              | A               | A               | A               | A               | A               | A               | A            | A               | A               | A               | A               | 9-1   | 0/2  |
| ATP Cup                                    | Inexistente     | Inexistente     | Inexistente     | Inexistente     | Inexistente     | Inexistente     | Inexistente     | Inexistente     | Inexistente     | Inexistente     | Inexistente  | Inexistente     | RR              | NSC             | NSC             | 2-1   | 0/1  |
| Estadísticas                               |                 |                 |                 |                 |                 |                 |                 |                 |                 |                 |              |                 |                 |                 |                 |       |      |
| Títulos–Finales                            | 0–1             | 0–0             | 0–0             | 1–1             | 1–1             | 0–3             | 0–2             | 1–3             | 0–0             | 0–2             | 2–5          | 1–0             | 0–0             | 1–0             | 0–0             | 7-13  | 7-13 |

## Victorias sobre Top 10
- Tiene un récord de 18-63 contra jugadores que, en el momento en que se jugó el partido, se ubicaron entre los 10 primeros.

| Temporada | 2008 | 2009 | 2010 | 2011 | 2012 | 2013 | 2014 | 2015 | 2016 | 2017 | 2018 | 2019 | 2020 | Total |
| Victorias | 1    | 0    | 0    | 1    | 0    | 1    | 4    | 3    | 1    | 1    | 5    | 0    | 1    | 18    |

| #    | Jugador         | Ranking | Torneo                              | Superficie | Rd | Resultado                                 | Anderson Ranking |
| ---- | --------------- | ------- | ----------------------------------- | ---------- | -- | ----------------------------------------- | ---------------- |
| 2008 |                 |         |                                     |            |    |                                           |                  |
| 1.   | Novak Djokovic  | n.º 3   | Miami, Estados Unidos               | Hard       | 2R | 7–6(7–1), 3–6, 6–4                        | 122              |
| 2011 |                 |         |                                     |            |    |                                           |                  |
| 2.   | Andy Murray     | n.º 4   | Montreal, Canadá                    | Hard       | 3R | 6–3, 6–1                                  | 35               |
| 2013 |                 |         |                                     |            |    |                                           |                  |
| 3.   | David Ferrer    | n.º 4   | Indian Wells, Estados Unidos        | Hard       | 2R | 3–6, 6–4, 6–3                             | 37               |
| 2014 |                 |         |                                     |            |    |                                           |                  |
| 4.   | David Ferrer    | n.º 4   | Acapulco, México                    | Hard       | CF | 2–6, 4–2, ret.                            | 21               |
| 5.   | Stan Wawrinka   | n.º 3   | Indian Wells, Estados Unidos        | Hard       | 4R | 7–6(7–1), 4–6, 6–1                        | 18               |
| 6.   | Stan Wawrinka   | n.º 4   | Toronto, Canadá                     | Hard       | 3R | 7–6(10–8), 7–5                            | 21               |
| 7.   | Stan Wawrinka   | n.º 4   | París, Francia                      | Hard       | 3R | 6–7(2–7), 7–5, 7–6(7–3)                   | 18               |
| 2015 |                 |         |                                     |            |    |                                           |                  |
| 8.   | Stan Wawrinka   | n.º 4   | Londres, Reino Unido                | Césped     | 2R | 7–6(7–4), 7–6(13–11)                      | 17               |
| 9.   | Andy Murray     | n.º 3   | US Open, Nueva York, Estados Unidos | Hard       | 4R | 7–6(7–5), 6–3, 6–7(2–7), 7–6(7–0)         | 14               |
| 10.  | Kei Nishikori   | n.º 6   | Shanghái, China                     | Hard       | 3R | 7–6(12–10), 7–6(7–3)                      | 10               |
| 2016 |                 |         |                                     |            |    |                                           |                  |
| 11.  | Dominic Thiem   | n.º 9   | Toronto, Canadá                     | Hard       | 2R | 4–1, retiro.                              | 34               |
| 2017 |                 |         |                                     |            |    |                                           |                  |
| 12.  | Dominic Thiem   | n.º 7   | Washington, Estados Unidos          | Hard       | 3R | 6–3, 6–7(6–8), 7–6(9–7)                   | 45               |
| 2018 |                 |         |                                     |            |    |                                           |                  |
| 13.  | Roger Federer   | n.º 2   | Wimbledon, Reino Unido              | Césped     | CF | 2–6, 6–7(5–7), 7–5, 6–4, 13–11            | 8                |
| 14.  | John Isner      | n.º 10  | Wimbledon, Reino Unido              | Césped     | SF | 7–6(8–6), 6–7(5–7), 6–7(9–11), 6–4, 26–24 | 8                |
| 15.  | Grigor Dimitrov | n.º 5   | Toronto, Canadá                     | Hard       | CF | 6–2, 6–2                                  | 6                |
| 16.  | Dominic Thiem   | n.º 8   | ATP World Tour Finals, Reino Unido  | Hard (i)   | RR | 6–3, 7–6(12–10)                           | 6                |
| 17.  | Kei Nishikori   | n.º 9   | ATP World Tour Finals, Reino Unido  | Hard (i)   | RR | 6–0, 6–1                                  | 6                |
| 2020 |                 |         |                                     |            |    |                                           |                  |
| 18.  | Daniil Medvédev | n.º 6   | Viena, Austria                      | Hard       | CF | 6–4, 7–6(7–5)                             | 111              |